# Kallamas
Kallamas (albanska: Kallamas med böjningsformen Kallamasi) är en ort i Albanien.   Den ligger i prefekturen Qarku i Korçës, i den östra delen av landet, 110 km sydost om huvudstaden Tirana. Kallamas ligger 877 meter över havet och antalet invånare är 658.
Terrängen runt Kallamas är varierad.   Runt Kallamas är det ganska tätbefolkat, med 80 invånare per kvadratkilometer.. Kallamas är det största samhället i trakten. 
Omgivningarna runt Kallamas är en mosaik av jordbruksmark och naturlig växtlighet.